# Charlie Wilson (Politiker, 1933)

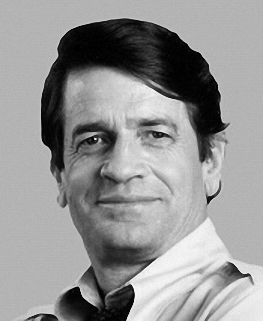
Charles Wilson

Charles Nesbitt „Charlie“ Wilson (* 1. Juni 1933 in Trinity, Texas; † 10. Februar 2010 in Lufkin, Texas) war ein US-amerikanischer Politiker der Demokratischen Partei. Er war von 1972 bis 1997 Abgeordneter im US-Repräsentantenhaus und zuvor US-Marineoffizier. Er ist durch seine führende Rolle bei der größten verdeckten CIA-Operation der Geschichte bekannt geworden, die die afghanischen Mudschahedin im Widerstand gegen die sowjetische Intervention unterstützte (Operation Cyclone). Das 2003 erschienene Buch Der Krieg des Charlie Wilson, auf dem auch ein 2007 unter demselben Titel erschienener Kinofilm basiert, behandelt diesen Abschnitt seines Lebens.

## Jugend und Ausbildung
Wilson wurde in Trinity im Trinity County, Texas geboren und graduierte 1951 an der Trinity High School. Anschließend schrieb er sich an der United States Naval Academy in Annapolis ein, wo er 1956 mit einem Bachelor abschloss.

## Politische Karriere
Als Erwachsener zunächst politisch uninteressiert, unterstützte er als Freiwilliger den Präsidentschaftswahlkampf von John F. Kennedy. Im Jahr 1960 entschied er sich, während eines dreißigtägigen Urlaubs von der Navy, für ein Amt in Texas zu kandidieren – obwohl es die Auflagen der Navy verbieten, als aktiver Soldat für ein öffentliches Amt anzutreten. Mit der Unterstützung von Familie und Freunden schaffte er es 1961, dieses Ziel zu erreichen und wurde für den Wahlbezirk 18 (Trinity) Abgeordneter im Repräsentantenhaus von Texas. 1966 wurde er im Wahlbezirk 6 (Lufkin) in den Senat von Texas gewählt. Bevor er 1972, ebenfalls im Wahlbezirk Lufkin, für die Demokraten in das Repräsentantenhaus der Vereinigten Staaten gewählt wurde, hatte er durch seinen ausschweifenden Lebensstil bereits den Spitznamen „Good Time Charlie“ (deutsch: „Partylöwe Charlie“) erhalten.

## Sowjetisch-Afghanischer Krieg

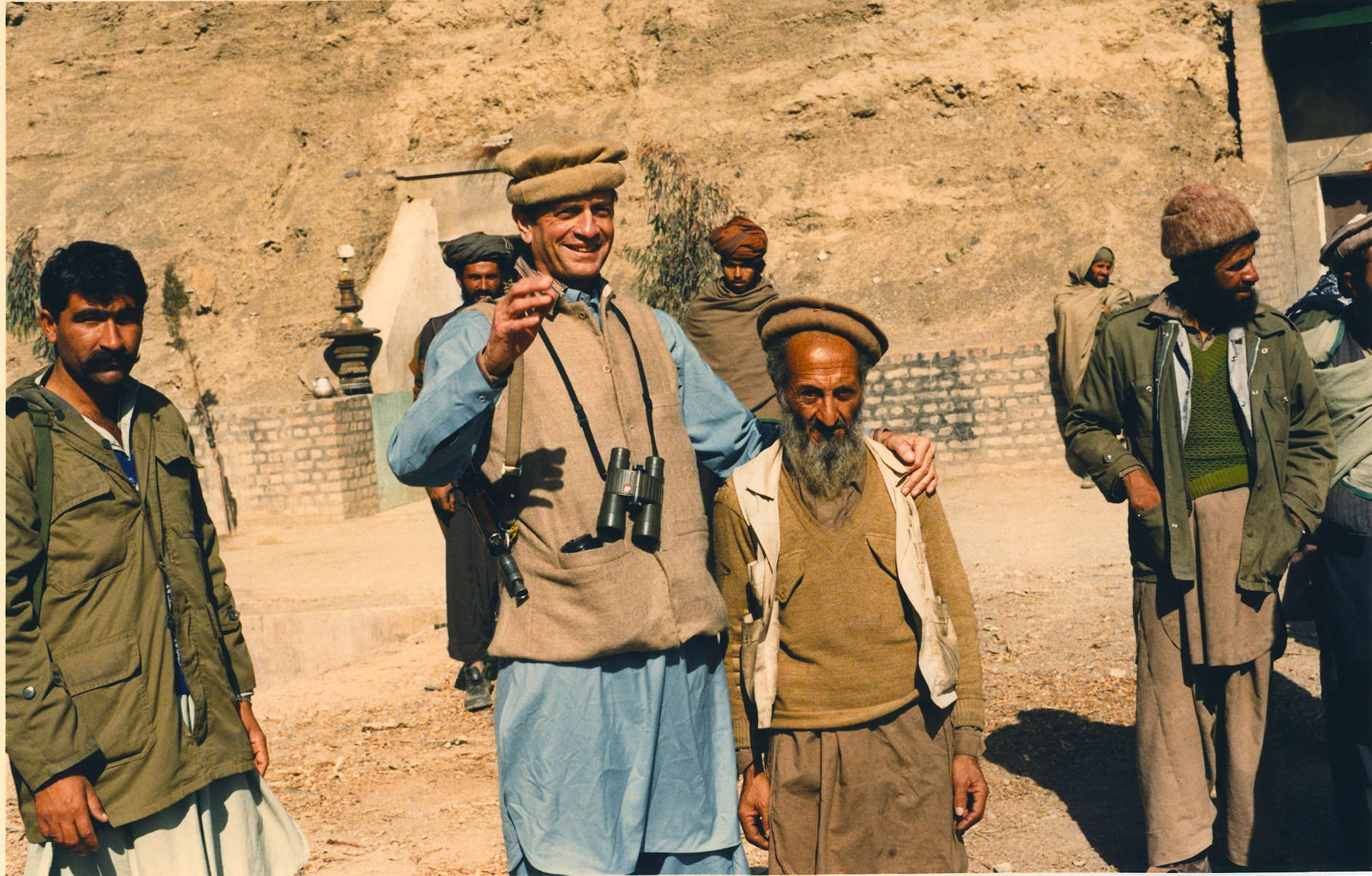
Charlie Wilson in Afghanistan

Wilson las 1980 einen Artikel in der Associated Press über hunderttausende Menschen, die aus Afghanistan flüchteten – eine Tatsache, die in der amerikanischen Öffentlichkeit bis dahin kaum Beachtung fand. Da Wilson kurz zuvor in einen Ausschuss für die Budgetkontrolle der CIA berufen worden war, sorgte er dafür, dass sich das Budget für die verdeckte „Operation Cyclone“ von 20 bis 30 Millionen US-Dollar im Jahr 1980 auf 630 Millionen US-Dollar im Jahr 1987 erhöhte. Dieses Budget hatte einen erheblichen Einfluss auf die militärische Ausrüstung der Mudschahedin und die Entwicklung des Krieges in Afghanistan.

## Nach dem Sowjetisch-Afghanischen Krieg
Wilson bezeichnete den Anführer des Haqqani-Netzwerkes (später ein Bestandteil der Taliban) Dschalaluddin Haqqani als das „personifizierte Gute“. (Nach 9/11 2001 war Haqqani dagegen die Nummer 3 in der „Wanted“-Liste der USA.)

## Ruhestand

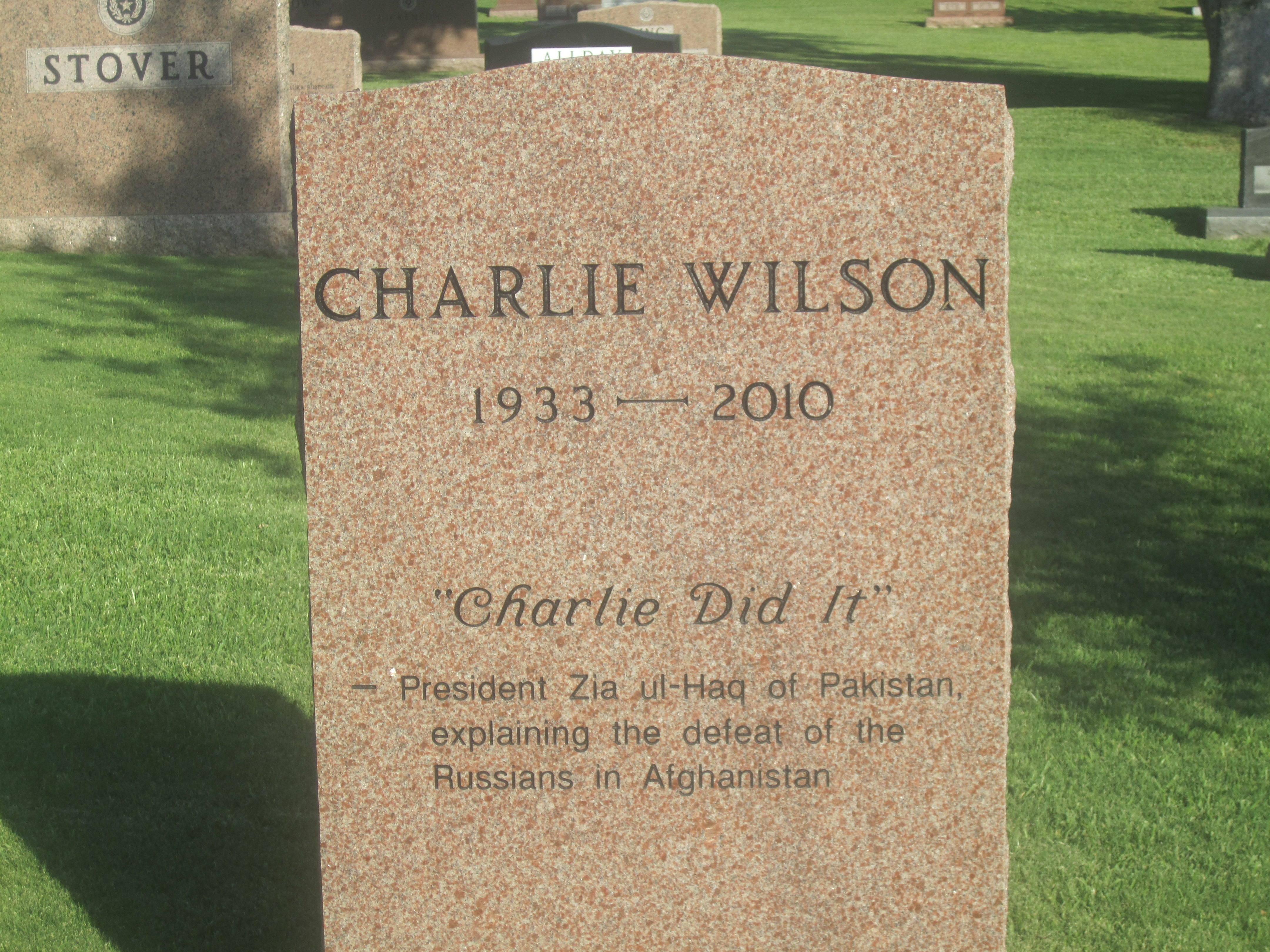
Wilsons Kenotaph in Austin, Texas

Nachdem er 1997 bei den Kongresswahlen nicht mehr angetreten war, zog er sich nach Lufkin zurück, wo er bis zu seinem Tode lebte. Im Februar 1999 heiratete er Barbara Alberstadt, die er bereits 1980 auf einer Party in Washington, D.C. kennengelernt hatte. Im September 2007 unterzog er sich einer Herztransplantation. Drei Monate später war Charlie Wilson bei der Filmpremiere des Films Der Krieg des Charlie Wilson in L.A. anwesend und sprach gerührt: „Sie waren gut zu mir.“
Am 10. Februar 2010 erlag Charlie Wilson mit 76 Jahren in seinem Heimatort Lufkin einem erneuten Herzinfarkt.

## Zitat
„Es starben 58.000 Amerikaner in Vietnam und ich denke, dass die Russen nun auch ihre Dosis abbekommen sollten.“

## Verfilmung
- Der Krieg des Charlie Wilson mit Tom Hanks, Philip Seymour Hoffman und Julia Roberts

„These things happened. They were glorious and they changed the world… and then we fucked up the end game.“

„Diese Dinge sind geschehen. Sie waren glorreich und veränderten die Welt … und dann vermasselten wir es.“

Das Zitat bezieht sich auf die nach dem Krieg ausbleibende finanzielle Hilfe der USA zum Wiederaufbau Afghanistans.